# Georges Berry (homme politique)
Pour les articles homonymes, voir Georges Berry et Berry (homonymie).
Cet article possède un paronyme, voir George Berry.
Georges Berry est un homme politique français né le 8 mars 1855 à Bellac (Haute-Vienne) et décédé le 9 avril 1915 à Paris.

## Biographie

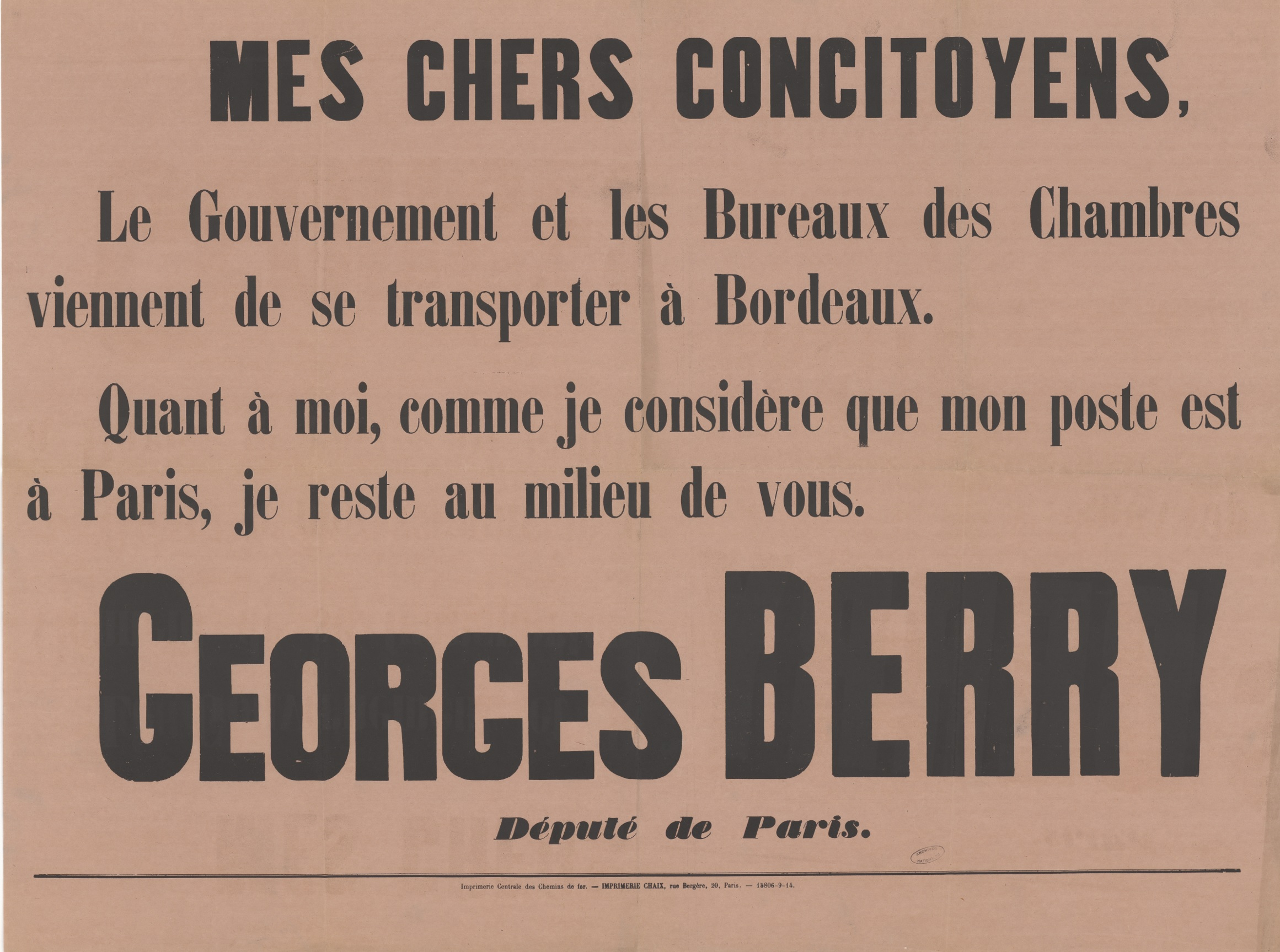
Affiche de Georges Berry annonçant qu'il reste à Paris. Archives nationales de France.

Brillant élève, il est lauréat du concours général. Licencié en lettres en 1874, il est docteur en droit en 1876 avec une thèse sur « la délégation des droits successifs des enfants naturels ». Il est avocat au barreau de Paris et s'occupe parallèlement des questions d'assistance sociale, voyageant à l'étranger pour étudier les dispositifs mis en place dans les pays étrangers. Il est président de plusieurs sociétés de bienfaisance et publie abondamment sur le sujet.
Conseiller municipal de Paris de 1884 à 1894, il siège sur les bancs des conservateurs. 
Il est député de la Seine de 1893 à 1915, siégeant à droite et se présentant comme un ancien monarchiste rallié à la République. Il s'intéresse tout particulièrement aux questions sociales. Orateur parfois virulent, il est sanctionné en 1900 par une censure. Il est inscrit au groupe parlementaire des Républicains nationalistes.
Il a été maire de Mortemart, où il avait des propriétés.

## Sources
- « Georges Berry (homme politique) », dans le Dictionnaire des parlementaires français (1889-1940), sous la direction de Jean Jolly, PUF, 1960 [détail de l’édition]